# 치카모가 전쟁
치카모가 전쟁(Chickamauga Wars, 1776년~1794년)은 미국 독립 전쟁에 병행하여 체로키족의 지도자 드래깅 카누가 이끄는 인디언들이 미합중국 식민지로 밀려드는 영국인 개척민들의 침략행위에 대항하여 그 땅을 지키기 위해 계속된 일련의 투쟁이다. 전쟁 지역은 버지니아 식민지에서 조지아 식민지까지의 미국 남부와 당시로는 서부였던 켄터키와 테네시에까지 확대됐다. ‘치카모가’라는 이름은 미합중국 식민지의 사람들이 드래깅 카누와 추종자들을 그렇게 부른 것으로 치카모가라고 하는 부족이 있었던 것은 아니다. 드래깅 카누는 많은 인디언 부족의 힘을 결집했지만, 상황에 따라 영국, 프랑스 또는 스페인의 지원을 받았다. 당시 체로키족은 큰 세력을 자랑하며 거주지역에 따라 크게 네 개의 집단이 존재했다. 어퍼 체로키 또는 오버힐 체로키, 로우 체로키, 힐 체로키 및 밸리 체로키였다. 치카모가 체로키는 이러한 집단과는 별도로 행동했다.

## 배경
프렌치 인디언 전쟁(1754년 - 1763년) 이후 프랑스령이었던 미시시피강 동쪽 루이지애나가 캐나다와 함께 영국에 할양되었으며, 미시시피강 서쪽의 루이지애나, 스페인령 플로리다를 영국에 주는 대가로 스페인령이 되었다. 플로리다는 동부 플로리다와 서부 플로리다로 분할되었다. 영국은 프렌치 인디언 전쟁의 교훈을 바탕으로 〈1763년 선언〉을 통해 애팔래치아산맥 서쪽에 대한 개척민들의 이주를 금지시켰만, 이것이 ‘미국 독립 전쟁’의 또 다른 원인이 되었다. 체로키족은 프렌치 인디언 전쟁 동안 프랑스 편을 들어 ‘앵글로 체로키 전쟁’(Anglo-Cherokee War)이라는 투쟁이 1758년에서 1761년까지 계속되었다. 영국 식민지 정부는 사우스 캐롤라이나의 찰스턴을 본거지로 하고, 남부 인디언 문제를 감찰관 존 스튜어트에게 협상을 일임하여 체로키와의 협상을 맡겼는데, 실무는 그 부관이자 체로키족 속에서 살고 있었던 알렉산더 카메론을 통해 이뤄졌다.
체로키족도 참여한 ‘폰티액 전쟁’(1763년 - 1764년) 이후 이로쿼이 연방은 1768년의 〈스턴윅스 요새 조약〉으로 오하이오 강와 컴벌랜드 강 사이의 사냥터에 대한 소유권 주장을 철회했다. 이 지역은 인디언들이 ‘켄터키’라고 불렀고, 근처 부족도 소유권을 주장했다. 한편, 오하이오 강과 오대호 지역 사이의 지역은 영국이 식민지 계획을 세우고 있었다. 이것이 많은 분쟁을 낳게 되고, ‘앵글로 체로키 전쟁’과 ‘미국 독립 전쟁’ 때에도 체로키족은 소규모 부대를 만들어 켄터키와 오하이오 강과 오대호 지역의 영국에 대한 반항을 반복했다.
애팔래치아산맥 서쪽의 체로키족 영토에 최초의 침범은 1759년에 일어났다. 노스 캐롤라이나의 농부였던 제임스 로버트슨이 탐험가 다니엘 분과 함께 앨러게니산맥을 넘어 오늘날의 테네시 엘리자베스톤의 와토가강에 왔다. 그래서 인디언이 몇 대에 걸쳐 경작했던 ‘올드 필즈’를 찾아, 로버트슨은 옥수수를 경작하고, 다니엘 분은 탐사를 계속했다.
로버트슨은 노스 캐롤라이나로 돌아와 1767년에 결혼했다. 사회 개혁 운동을 종료하게 된 1771년의 아라만스의 전투 후에 많은 노스 캐롤라이나 사람들이 영국에 대한 충성을 거부하고 로버트슨이 이끌던 사회 개혁 운동에 관련된 12~13 가정이 식민지를 떠났다. 이들 무리는 그곳이 ‘버지니아 식민지’의 경계라고 믿고 와토가 강의 제방에 정착했다. 카멜론은 조사를 통해 그 잘못을 인식하고 퇴거를 명령했다. 하지만 그 지역의 체로키족 지도자가 중재에 들어가 더 이상 체로키족의 영토를 침범하지 않는다는 조건으로 정착을 허용했다.
1772년에 로버트슨과 개척자들은 결국 동북 테네시에 정착했고 독립된 지방 정부였던 와토가 협회를 설립했다.
그러나 측량 결과 그곳의 토지가 체로키 영토 내에 있다고 했기 때문에, 체로키족은 개척자들에게 임대 협상을 요구했다. 이 임대 협상이 마무리 될 즈음 체로키족 전사가 백인에게 살해당하는 사건이 발생했다. 체로키족은 개척민들을 힘으로 위협하여 내쫓으려 했지만 로버트슨의 교묘한 외교술로 광분한 인디언들을 진정시켰다. 한편, 다니엘 분 등이 켄터키에 최초로 만든 분즈보로 요새를 만들고 정착하였다. 정착민들은 식량을 찾기 위해 정찰 활동을 벌였고, 쇼니족, 델라웨어족, 밍고족과 체로키족이 분의 아들을 포함된 정찰대에 집단 공격을 가해 ‘던모어 전쟁’(1773년 - 1774년)이 시작되었다.
1년 후 1775년, 리처드 헨더슨이 이끄는 노스 캐롤라이나의 토지 투기업자 한무리가 시카모어 숄에서 오버힐 체로키 지도자와 〈와토가 조약〉의 협상을 벌였다. 그 부족의 추장은 오코노스토타와 아타쿨라쿨라(First Beloved Man으로 알려짐)였으며, 켄터키의 토지에 대한 체로키족의 영유권 주장을 철회했다. 트랜실배니아 토지 회사는 레나페족, 쇼니족 그리고 치카소족 같은 다른 부족도 이 지역의 영유권을 주장한다는 사실을 알지 못하고, 자신들이 그 땅을 체로키족으로부터 샀다고 생각했다. 그레이트 아일랜드 마을의 추장이며, 아타쿨라쿨라의 아들인 드래깅 카누(치유건시니)는 그 협상을 취급하는 것을 거부하였고, 노스 캐롤라이나에서 온 사람들에게 “너희는 좋은 땅을 샀지만, 그곳엔 먹구름이 끼어 있다. 그곳에서 정착하면 어둠과 피만 보게 될 것이다”라고 경고를 했다. 와토가 조약은 버지니아와 노스 캐롤라이나 주지사에 의해 곧바로 거부되었고, 헨더슨은 체포를 피해 도주를 했다.

## 미국독립전쟁 기간
1776년, 디트로이트 영국 지사 헨리 해밀턴의 요청으로 쇼니족 추장 콘즈토크는 북부에서 남부까지의 인디언 부족의 대표를 데리고 체로키족 지도자와 쵸타 마을에서 만나 켄터키에 무단으로 정착한 무리들에 대한 협력 행동을 호소했다. 콘즈토크는 그 연설의 마지막에 그 ‘전쟁 벨트’를 내밀었고, 드래깅 카누가 칠호위족의 아브라함과 함께 받았다. 드래깅 카누는 오타와족과 이로쿼이족에서도 벨트를 받았고 초타의 레이븐은 델라웨어족에게 벨트를 받았다.
체로키족의 계획은 현재의 노스 캐롤라이나에 있는 미들, 아웃, 밸리타운이 세 개의 부대로 나눠 사우스 캐롤라이나를 기습공격하자는 것이었다. 카메론은 로워 타운의 전사들을 이끌고 조지아를 맡고, 오브힐 타운의 전사들은 로워 리틀 테네시와 히와시 강을 따라 버지니아와 노스 캐롤라이나를 공격하기로 했다. 이 오버힐 작전에서 드래깅 카누는 병력을 이끌고 파델턴 구역을 맡고, 아브라함이 워싱턴 구역을, 사바누카가 카터스 밸리를 맡기로 했다. 드래깅 카누는 소규모 병력을 이끌고 켄터키로 들어갔고, 북쪽 대표단이 떠나기 전에 콘즈토크에게 보여주기 위해 네 개의 머리가죽을 가지고 돌아왔다.
그러나 무단 정착민들은 초타에서 온 상인들로부터 미리 경고를 받았다. 그 경고는 체로키족의 지도자에게 주어지는 직함 ‘비러브드 우먼’(Beloved Woman)인 낸시 워드로부터 나온 것이었다. 이 정보누설로 체로키족의 기습공격은 무위로 돌아갔으며, 드래깅 카누는 다리를 총탄을 맞았고, 동생은 11발의 총탄을 맞았지만 기적적으로 목숨을 건졌다.
이후 식민지는 신속하고, 압도적으로 대응을 했다. 노스 캐롤라이나는 2,400명의 민병대를 보내 오코노후티 강과 타카세기 강 및 리틀 테네시 강과 하이와시 강 수원 지역을 샅샅이 수색했다. 사우스 캐롤라이나는 사바나 강에 1,800명을 보내, 조지아 채터후치 강과 투갈루 강에 200명을 파견했다. 이 부대는 50개 이상의 마을을 파괴하고 집과 음식을 불태웠으며, 과수원과 가축을 없애고, 또한 수백명의 인디언을 사살했으며, 살아남은 자는 포로로 잡아 노예 경매로 보냈다. 한편 버지니아는 노스 캐롤라이나의 지원병 함께 윌리엄 크리스찬의 지휘로 대부대를 리틀 테네시 강 하류에 파견했다. 드래깅 카누는 여자, 아이, 노인을 하이와시 강에서 대피시키고 마을을 불태우고, 프렌치 브로드 강에서 버지니아 병력들을 매복 공격하려고 시도했지만, 오코노스토타와 아타쿨라쿨라, 그리고 나이든 추장들이 그 방식을 반대했다.